# Seznam francoskih sodnikov
Seznam francoskih sodnikov.

## B
- Robert Badinter

## J
- Eva Joly

## M
- Jean Joseph Mounier

## S
- Germain Sengelin

## v
- Renaud van Ruymbeke